# Rousínov
Rousínov (en allemand : Neuraussnitz) est une ville du district de Vyškov, dans la région de Moravie-du-Sud, en République tchèque. Sa population s'élevait à 5 962 habitants en 2024.

## Géographie
Rousínov se trouve à 12 km au sud-ouest de Vyškov, à 21 km à l'est de Brno et à 202 km au sud-est de Prague.
La commune est limitée par Pozořice, Olšany et Habrovany au nord, par Komořany et Dražovice à l'est, par Němčany et Slavkov u Brna au sud, et par Velešovice et Viničné Šumice à l'ouest.

## Histoire
La première mention écrite de la localité date de 1222.

## Administration
La commune se compose de sept sections :
- Rousínov
- Čechyně Královopolské
- Vážany
- Kroužek
- Rousínovec
- Slavíkovice
- Vítovice

## Galerie

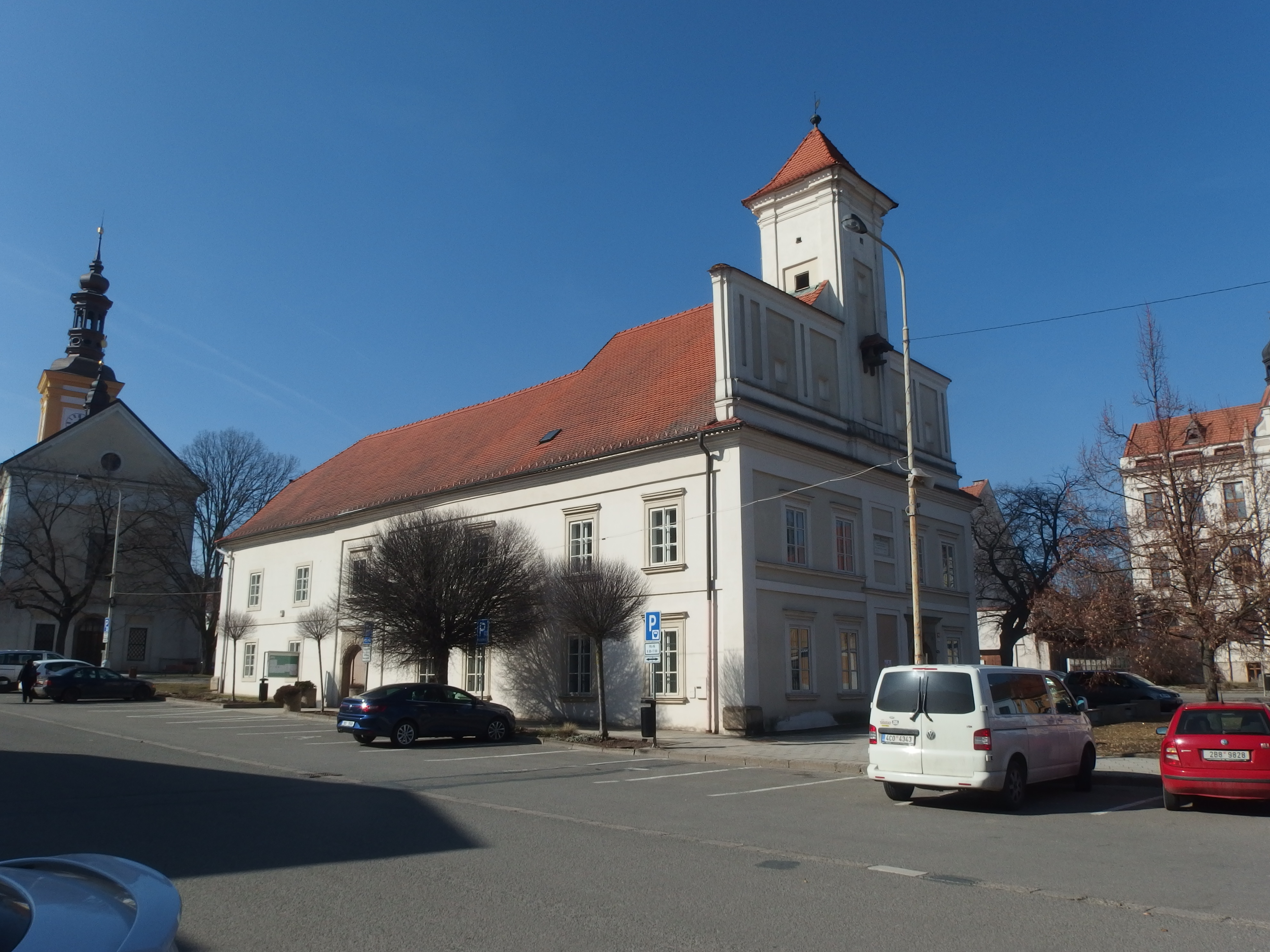
Ancien hôtel de ville.
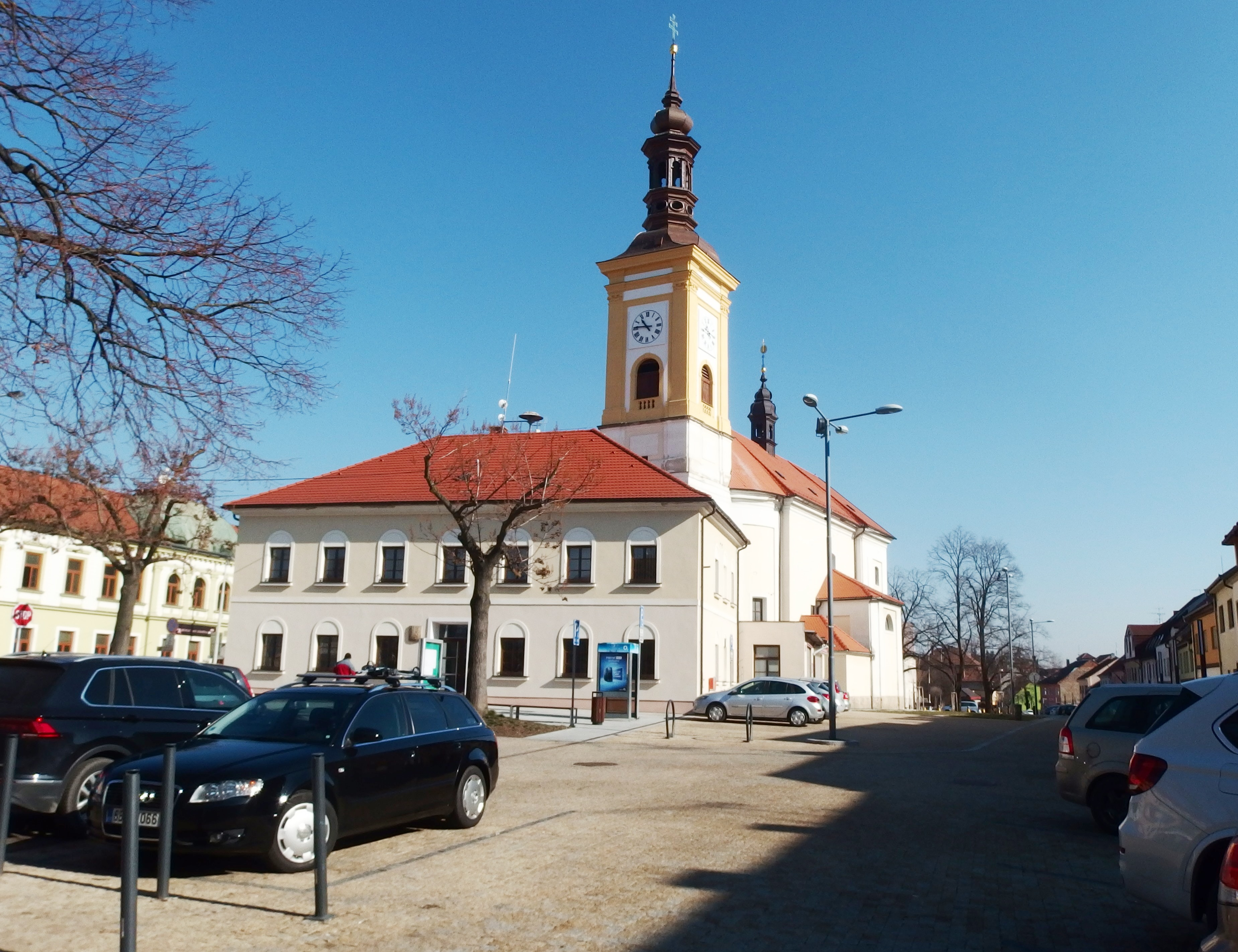
Hôtel de ville, église.

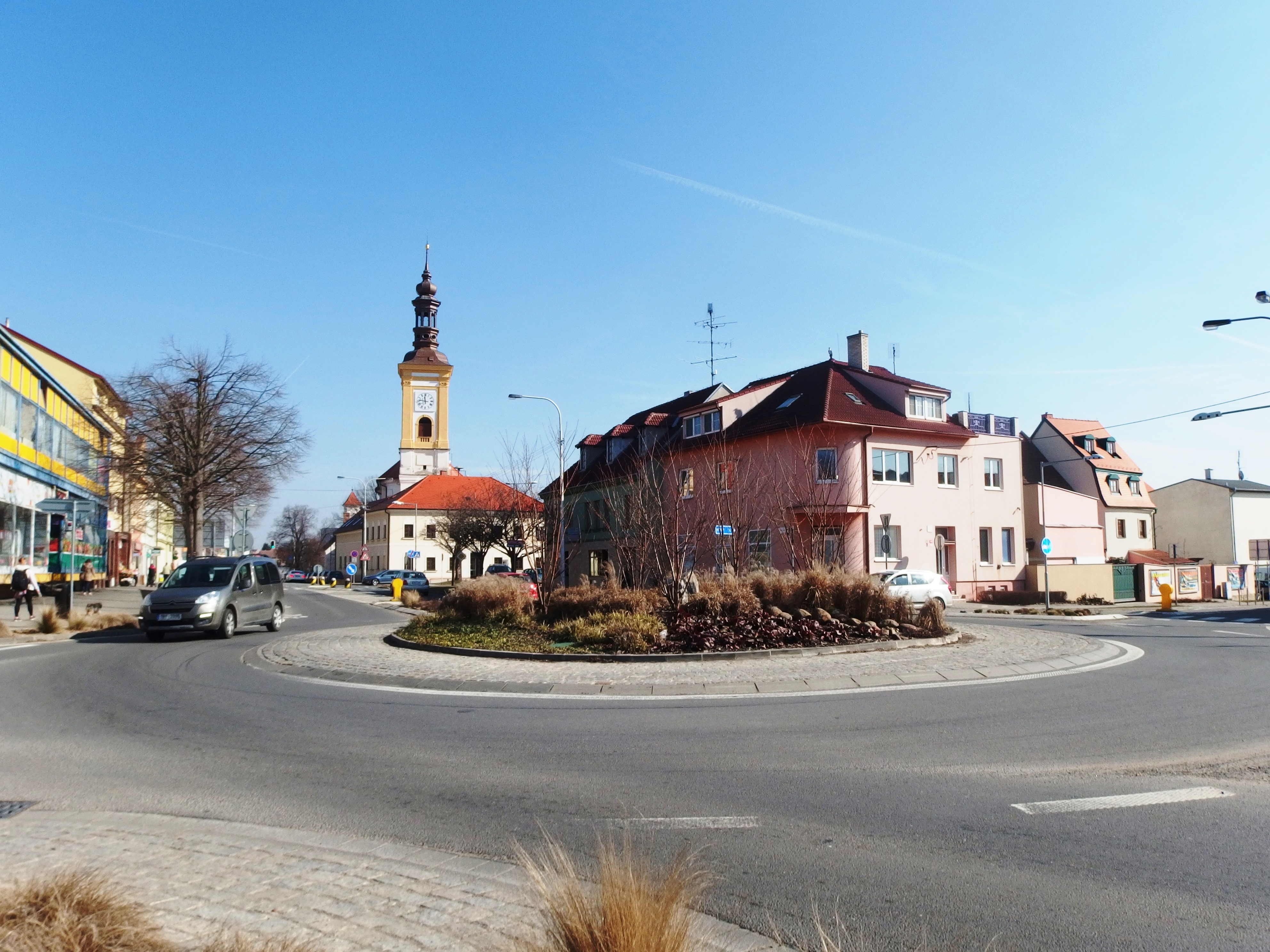
Rond point à Rousínov.
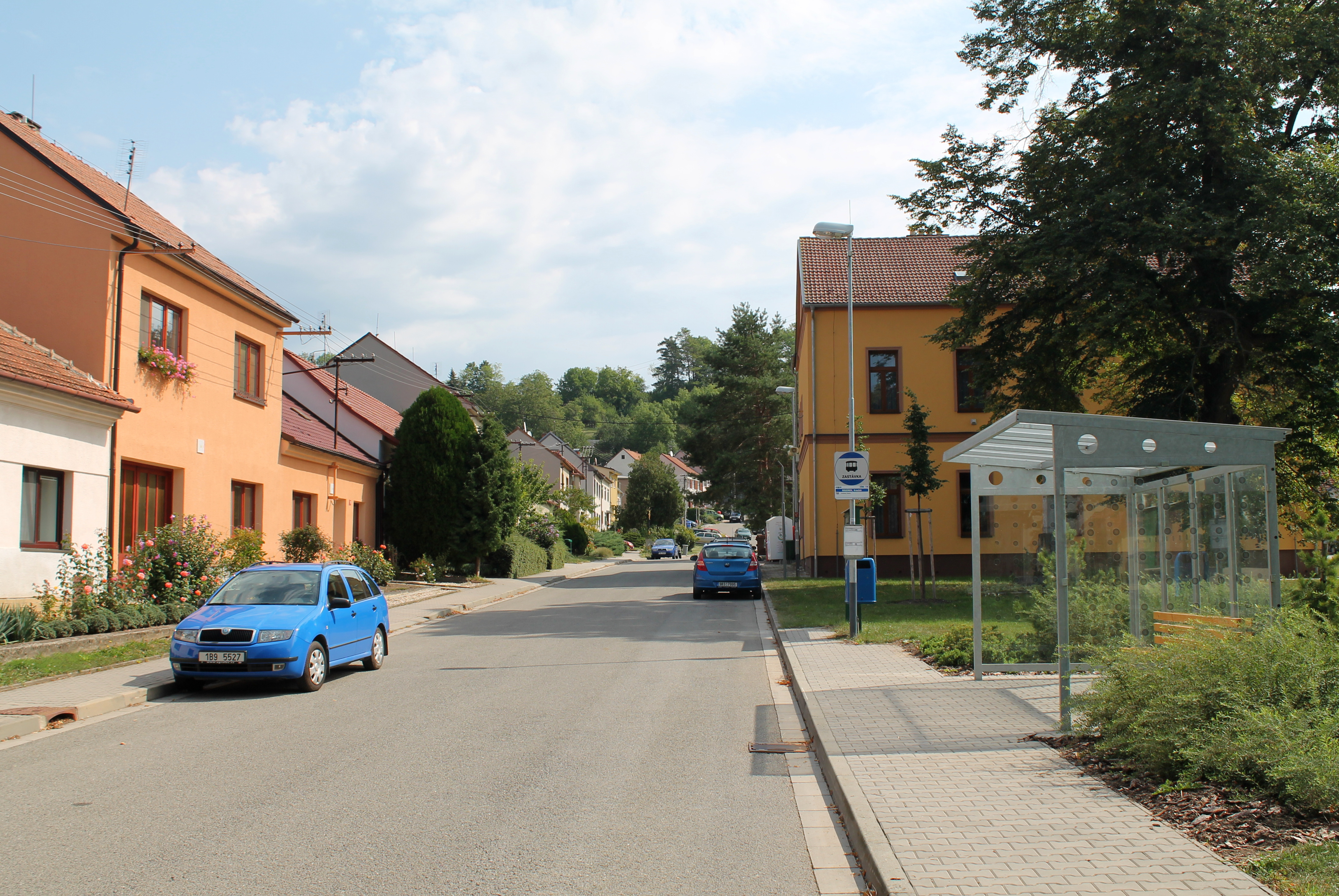
Rue de Rousínov.

## Transports
Par la route, Rousínov se trouve à 12 km de Vyškov, à 22 km de Brno et à 229 km de Prague.
Rousínov est desservie par l'autoroute D1 ( 216 Rousínov), qui relie Prague à la frontière polonaise en passant par Brno et Ostrava.

## Jumelages
La ville est jumelée avec :
- Dervio (Italie) depuis 2005
- Halásztelek (Hongrie) depuis 2003
- Podbranč (Slovaquie) depuis 2005